# Liste der Baudenkmäler in Aßling

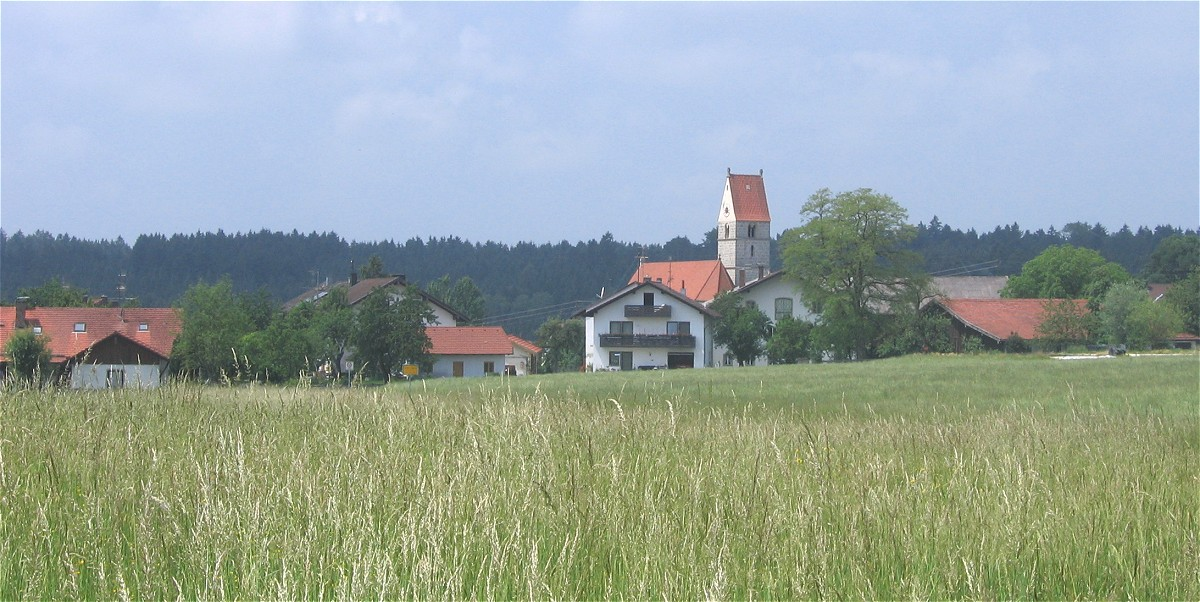
Blick auf Dorfen

Auf dieser Seite sind die Baudenkmäler in der oberbayerischen Gemeinde Aßling zusammengestellt. Diese Tabelle ist eine Teilliste der Liste der Baudenkmäler in Bayern. Grundlage ist die Bayerische Denkmalliste, die auf Basis des Bayerischen Denkmalschutzgesetzes vom 1. Oktober 1973 erstmals erstellt wurde und seither durch das Bayerische Landesamt für Denkmalpflege geführt wird. Die folgenden Angaben ersetzen nicht die rechtsverbindliche Auskunft der Denkmalschutzbehörde.

## Baudenkmäler nach Ortsteilen

### Aßling
| Lage                          | Objekt                                                  | Beschreibung | Akten-Nr.              | Bild           |
| ----------------------------- | ------------------------------------------------------- | --- | ---------------------- | -------------- |
| Bahnhofstraße 1 (Standort)    | Ehemaliges Wohnhaus, jetzt Rathaus                      | Villenartiger Satteldachbau mit zwei Geschossen und Mezzanin, polygonalen Ecktürmchen und Lauben, in Formen des Heimat- und Jugendstils, 1904                                                                    | D-1-75-112-39 Wikidata | weitere Bilder |
| Grafinger Straße 3 (Standort) | Ehemaliger Einfirsthof, jetzt zweigeschossiger Hakenhof | Mit flachem Satteldach und Bundwerk am Wirtschaftsteil, zweites Viertel 19. Jahrhundert, Putzgliederungen in Neurenaissanceformen und eiserner Balkon bezeichnet „1897“                                          | D-1-75-112-3 Wikidata  | weitere Bilder |
| Kirchplatz 8 (Standort)       | Katholische Pfarrkirche St. Georg                       | Unverputzter spätgotischer Saalbau mit eingezogenem Polygonalchor, angefügter Sakristei und nördlichem Flankenturm mit Spitzhelm, 1592, barockisiert 1681, erweitert durch Josef Elsner 1910/11; mit Ausstattung | D-1-75-112-1 Wikidata  | weitere Bilder |

### Ast
| Lage              | Objekt               | Beschreibung                                                                                | Akten-Nr.             | Bild                 |
| ----------------- | -------------------- | ------------------------------------------------------------------------------------------- | --------------------- | -------------------- |
| Ast 42 (Standort) | Ehemaliger Bauernhof | Zweigeschossige Einfirstanlage mit flachem Satteldach und Bundwerk, im Kern 18. Jahrhundert | D-1-75-112-5 Wikidata | Ehemaliger Bauernhof |

### Dorfen
| Lage                          | Objekt                               | Beschreibung | Akten-Nr.             | Bild           |
| ----------------------------- | ------------------------------------ | --- | --------------------- | -------------- |
| Raiffeisenstraße 5 (Standort) | Katholische Filialkirche St. Ägidius | Spätgotischer Saalbau aus Tuffsteinquadern mit stark eingezogenem Polygonalchor und nördlichem Flankenturm mit Steildach, um 1500, nach Westen in neugotischer Form erweitert 1877/81; mit Ausstattung | D-1-75-112-6 Wikidata | weitere Bilder |

### Holzen
| Lage                    | Objekt                                  | Beschreibung | Akten-Nr.             | Bild           |
| ----------------------- | --------------------------------------- | --- | --------------------- | -------------- |
| Holzen 1 1/2 (Standort) | Katholische Filialkirche St. Laurentius | Schlichter unverputzter Saalbau mit eingezogenem Polygonalchor und nördlichem Flankenturm, spätgotischer Chor und Turmuntergeschoss 15. Jahrhundert, Langhaus und Turmhaube Anfang 18. Jahrhundert; mit Ausstattung Friedhofsmauer, unverputzter Bruchstein, wohl 18. Jahrhundert | D-1-75-112-7 Wikidata | weitere Bilder |

### Längholz
| Lage                  | Objekt     | Beschreibung                                         | Akten-Nr.             | Bild       |
| --------------------- | ---------- | ---------------------------------------------------- | --------------------- | ---------- |
| Längholz 9 (Standort) | Hofkapelle | Kleiner verputzter Einraum, um 1860; mit Ausstattung | D-1-75-112-9 Wikidata | Hofkapelle |

### Loitersdorf
| Lage                                               | Objekt                               | Beschreibung | Akten-Nr.              | Bild           |
| -------------------------------------------------- | ------------------------------------ | --- | ---------------------- | -------------- |
| Im Winkel, östlich des Orts am Waldrand (Standort) | Votivkapelle                         | Verputzter neugotischer Backsteinbau mit eingezogenem Schluss, bezeichnet „1917“ | D-1-75-112-12 Wikidata | weitere Bilder |
| Loitersdorf 21 (Standort)                          | Katholische Filialkirche St. Andreas | Kleiner spätromanischer Putzbau mit eingezogenem quadratischem Chor und massivem Fassadenreiter, um 1200, angefügte Sakristei barock; mit Ausstattung                                            | D-1-75-112-11 Wikidata | weitere Bilder |
| Loitersdorf 23 (Standort)                          | Einfirsthof                          | Zweigeschossiger Flachsatteldachbau mit aufwändiger ländlich-klassizistischer Putzfassade und Wirtschaftsteil mit dreizonigem Bundwerk, im Kern 18. Jahrhundert, Veränderungen bezeichnet „1843“ | D-1-75-112-13 Wikidata | Einfirsthof    |

### Lorenzenberg
| Lage                            | Objekt                                  | Beschreibung | Akten-Nr.              | Bild                 |
| ------------------------------- | --------------------------------------- | --- | ---------------------- | -------------------- |
| Bachstraße 9 (Standort)         | Ehemaliger Bauernhof                    | Zweigeschossige Einfirstanlage mit Kniestock, flachem Satteldach und reichem Bundwerk, 18. Jahrhundert | D-1-75-112-16 Wikidata | Ehemaliger Bauernhof |
| Eichhofener Straße 2 (Standort) | Katholische Filialkirche St. Laurentius | Kleiner romanischer Saalbau mit stark eingezogenem quadratischem Chor und nördlichem Flankenturm, verputzte Tuffsteinquader, um 1200, Sakristeianbau barock, neugotisches Turmoberteil 19. Jahrhundert; mit Ausstattung Friedhofsmauer, verputzter Bruchstein, 18. Jahrhundert | D-1-75-112-14 Wikidata | weitere Bilder       |

### Martermühle
| Lage                     | Objekt                                              | Beschreibung                                                                            | Akten-Nr.              | Bild           |
| ------------------------ | --------------------------------------------------- | --------------------------------------------------------------------------------------- | ---------------------- | -------------- |
| Martermühle 1 (Standort) | Wohnteil des Einfirsthofes (sogenannte Martermühle) | Zweigeschossiger Flachsatteldachbau mit Kniestock und Putzgliederung, bezeichnet „1846“ | D-1-75-112-17 Wikidata | weitere Bilder |

### Niclasreuth
| Lage                         | Objekt                                                     | Beschreibung | Akten-Nr.              | Bild           |
| ---------------------------- | ---------------------------------------------------------- | --- | ---------------------- | -------------- |
| Dorfstraße 10 (Standort)     | Bauernhof                                                  | Ehemaliger Einfirsthof mit zwei Geschossen, flachem Satteldach und Bundwerk, zweites Viertel 19. Jahrhundert | D-1-75-112-19 Wikidata | weitere Bilder |
| Kirchenweg 1 (Standort)      | Katholische Filialkirche St. Ursula (ehemals St. Nikolaus) | Auf romanischen Fundamenten errichteter Saalbau mit stark eingezogenem Polygonalchor mit aufgesetztem Turm und Zwiebelhaube, 1764, Chor spätgotisch; mit Ausstattung Friedhofsmauer, verputzt, zweites Viertel 19. Jahrhundert | D-1-75-112-18 Wikidata | weitere Bilder |
| Osterwalder Weg 6 (Standort) | Einfirsthof                                                | Zweigeschossiger Mitterstallbau mit flachem Satteldach und Fassadengestaltung in bäuerlichem Biedermeier, am Wirtschaftsteil Bundwerk, 1838                                                                                    | D-1-75-112-20 Wikidata | weitere Bilder |

### Obereichhofen
| Lage                        | Objekt                                                | Beschreibung | Akten-Nr.              | Bild           |
| --------------------------- | ----------------------------------------------------- | --- | ---------------------- | -------------- |
| In Obereichhofen (Standort) | Ehemalige Votivkapelle                                | Kleiner Putzbau mit dreiseitigem Schluss und massivem Fassadenreiter, Mitte 19. Jahrhundert; mit Ausstattung             | D-1-75-112-26 Wikidata | weitere Bilder |
| Obereichhofen 6 (Standort)  | Wirtschaftsteil des ehemaligen Einfirsthofes          | Teilweise verputzter Massivbau mit sehr frühem Bundwerk und flachem Satteldach, bezeichnet „1742“                        | D-1-75-112-23 Wikidata | weitere Bilder |
| Obereichhofen 9 (Standort)  | Bundwerk am Wirtschaftsteil des ehemaligen Bauernhofs | Dreizonig, um 1830/50 | D-1-75-112-24 Wikidata | weitere Bilder |
| Obereichhofen 11 (Standort) | Ehemaliger Bauernhof                                  | Zweigeschossige Einfirstanlage, mit Bundwerk, flachem Satteldach und verputztem Wohnteil, erstes Viertel 19. Jahrhundert | D-1-75-112-25 Wikidata | weitere Bilder |

### Obstädt
| Lage                  | Objekt    | Beschreibung                                                                           | Akten-Nr.              | Bild      |
| --------------------- | --------- | -------------------------------------------------------------------------------------- | ---------------------- | --------- |
| Obstädt 20 (Standort) | Bildstock | Kalksteinpfeiler mit Laterne, bezeichnet „1745“; ursprünglicher Standort bei Albaching | D-1-75-112-27 Wikidata | Bildstock |

### Pfadendorf
| Lage                     | Objekt                                | Beschreibung | Akten-Nr.              | Bild                                  |
| ------------------------ | ------------------------------------- | --- | ---------------------- | ------------------------------------- |
| In Pfadendorf (Standort) | Hofkapelle des sogenannten Knapp-Hofs | Kleiner schmaler Putzbau aus Tuffquadern mit steilem Satteldach und dreiseitigem Schluss, um 1800; mit Ausstattung | D-1-75-112-28 Wikidata | Hofkapelle des sogenannten Knapp-Hofs |

### Pörsdorf
| Lage                   | Objekt                 | Beschreibung | Akten-Nr.              | Bild                  |
| ---------------------- | ---------------------- | --- | ---------------------- | --------------------- |
| Pörsdorf 22 (Standort) | Ehemaliges Bauernhaus  | Langgestreckte zweigeschossige Einfirstanlage mit Bundwerk und flachem Satteldach, bezeichnet „1820“, modern überformt und ausgebaut                                   | D-1-75-112-29 Wikidata | Ehemaliges Bauernhaus |
| Pörsdorf 27 (Standort) | Einfirsthof            | Zweigeschossiger Mitterstallbau mit flachem Satteldach und Putzgliederung, Wirtschaftsteil mit Bundwerk, bezeichnet „1848“                                             | D-1-75-112-30 Wikidata | weitere Bilder        |
| Pörsdorf 30 (Standort) | Ehemaliger Einfirsthof | Zweigeschossiger Flachsatteldachbau mit traufseitiger Laube und Putzgliederung, im Kern 18. Jahrhundert, Wirtschaftsteil mit Bundwerk und Querstadel bezeichnet „1840“ | D-1-75-112-31 Wikidata | weitere Bilder        |

### Setzermühle
| Lage                        | Objekt                                           | Beschreibung | Akten-Nr.              | Bild           |
| --------------------------- | ------------------------------------------------ | --- | ---------------------- | -------------- |
| Setzermühle 1 (Standort)    | Ehemaliger Bauernhof (sogenannte Setzermühle)    | Zweigeschossige Einfirstanlage mit Kniestock, flachem Satteldach und Bundwerk am Wirtschaftsteil, zweites Viertel 19. Jahrhundert                                             | D-1-75-112-32 Wikidata | weitere Bilder |
| Setzermühle 2 (Standort)    | Ehemalige Getreidemühle (sogenannte Setzermühle) | Zweigeschossiger Putzbau aus Tuffstein- und Ziegelmauerwerk, mit Kniestock, Flachsatteldach und Vordach an der Nordseite, an der Ostseite Wohnbereich, spätes 19. Jahrhundert | D-1-75-112-40 Wikidata | weitere Bilder |
| Nähe Setzermühle (Standort) | Brücke                                           | einbogig, aus Stampfbeton, 1. Viertel 20. Jh. | D-1-75-112-42          | weitere Bilder |

### Steinkirchen
| Lage                                                   | Objekt                              | Beschreibung | Akten-Nr.              | Bild                 |
| ------------------------------------------------------ | ----------------------------------- | --- | ---------------------- | -------------------- |
| Höllgrabenholz, an der Straße nach Tegernau (Standort) | Bildstock                           | Hohe Steinsäule mit Laterne und Blechbild, bezeichnet „1753“ | D-1-75-112-35 Wikidata | Bildstock            |
| Steinkirchen 3 1/2 (Standort)                          | Katholische Filialkirche St. Martin | Spätgotischer Saalbau mit eingezogenem Polygonalchor, nördlichem Flankenturm mit Zwiebelhaube und zweigeschossigem Vorbau, um 1515, barockisiert zweite Hälfte 17. Jahrhundert; mit Ausstattung | D-1-75-112-33 Wikidata | weitere Bilder       |
| Steinkirchen 7 (Standort)                              | Ehemaliger Bauernhof                | Kleine zweigeschossige Einfirstanlage mit Blockbau-Obergeschoss, flachem Satteldach und Lauben, zweites Viertel 18. Jahrhundert, Bundwerk zweites Viertel 19. Jahrhundert                       | D-1-75-112-34 Wikidata | Ehemaliger Bauernhof |

### Untereichhofen
| Lage                        | Objekt                                | Beschreibung | Akten-Nr.              | Bild           |
| --------------------------- | ------------------------------------- | --- | ---------------------- | -------------- |
| Untereichhofen 2 (Standort) | Wohnteil des ehemaligen Einfirsthofes | Zweigeschossiger Flachsatteldachbau mit Blockbau-Obergeschoss, dreiseitig umlaufender Laube und Hochlaube, Mitte 18. Jahrhundert       | D-1-75-112-36 Wikidata | weitere Bilder |
| Untereichhofen 8 (Standort) | Kapelle                               | Schlichter Putzbau mit flachem Satteldach, geradem Schluss und massivem Fassadenreiter, zweite Hälfte 18. Jahrhundert; mit Ausstattung | D-1-75-112-37 Wikidata | weitere Bilder |

### Wollwies
| Lage                | Objekt            | Beschreibung                                    | Akten-Nr.              | Bild              |
| ------------------- | ----------------- | ----------------------------------------------- | ---------------------- | ----------------- |
| Längholz (Standort) | Kapellenbildstock | Kleine Nischenanlage, verputzt, 19. Jahrhundert | D-1-75-112-38 Wikidata | Kapellenbildstock |

## Ehemalige Baudenkmäler
In diesem Abschnitt sind Objekte aufgeführt, die früher einmal in der Denkmalliste eingetragen waren, jetzt aber nicht mehr. Objekte, die in anderem Zusammenhang also z. B. als Teil eines Baudenkmals weiter eingetragen sind, sollen hier nicht aufgeführt werden. Aktennummern in diesem Abschnitt sind ehemalige, jetzt nicht mehr gültige Aktennummern.

| Lage                                      | Objekt                            | Beschreibung                                                                                                  | Akten-Nr.              | Bild |
| ----------------------------------------- | --------------------------------- | --- | ---------------------- | ---- |
| Lorenzenberg Aßlinger Straße 1 (Standort) | Ehemaliger Bauernhof              | Zweigeschossige Einfirstanlage mit Querstadel, flachem Satteldach und Bundwerk am Wirtschaftsteil, um 1840/50 | D-1-75-112-15 Wikidata | BW   |
| Holzen 3 (Standort)                       | Bauernhof (sogenannt beim Lohner) | Einfirstanlage, mit Bundwerk, nach Mitte 19. Jahrhundert                                                      | D-1-75-112-8 Wikidata  | BW   |
| Langkofen 19 (Standort)                   | Bundwerk am Wirtschaftsteil       | Zweites Viertel 19. Jahrhundert                                                                               | D-1-75-112-10 Wikidata | BW   |
| Obereichhofen 1 (Standort)                | Bundwerk am Wirtschaftsteil       | Zweizonig, zweites Viertel 19. Jahrhundert                                                                    | D-1-75-112-21 Wikidata | BW   |